# داوید ریوندینو
داوید ریوندینو (ایتالیایی: David Riondino؛ زادهٔ ۱۰ ژوئن ۱۹۵۲) موسیقی‌دان، آهنگساز، گیتارنواز، خواننده، کمدین، بازیگر، کارگردان، نمایشنامه‌نویس، فیلم‌نامه‌نویس و نویسنده اهل ایتالیا است. وی از سال ۱۹۷۴ میلادی تاکنون مشغول فعالیت بوده‌است.
از فیلم‌هایی که وی در آن نقش داشته‌است، می‌توان به شب سن لورنزو اشاره کرد.